# Friedrich Ostermann
Pour les articles homonymes, voir Ostermann.
Friedrich Ostermann, né le 21 juin 1932 à Münster et mort le 22 octobre 2018 dans la même ville, est un prélat catholique allemand, évêque auxiliaire de Münster de 1981 à 2007.

## Biographie
Friedrich Ostermann est ordonné prêtre le 11 février 1958. Après une première affectation temporaire à Bockum-Hövel il devient aumônier à Emsdetten, puis curé de paroisse à Rheine (Sacré-Cœur) en 1969 et, en 1975, doyen au Bureau du doyenné du Rhin.

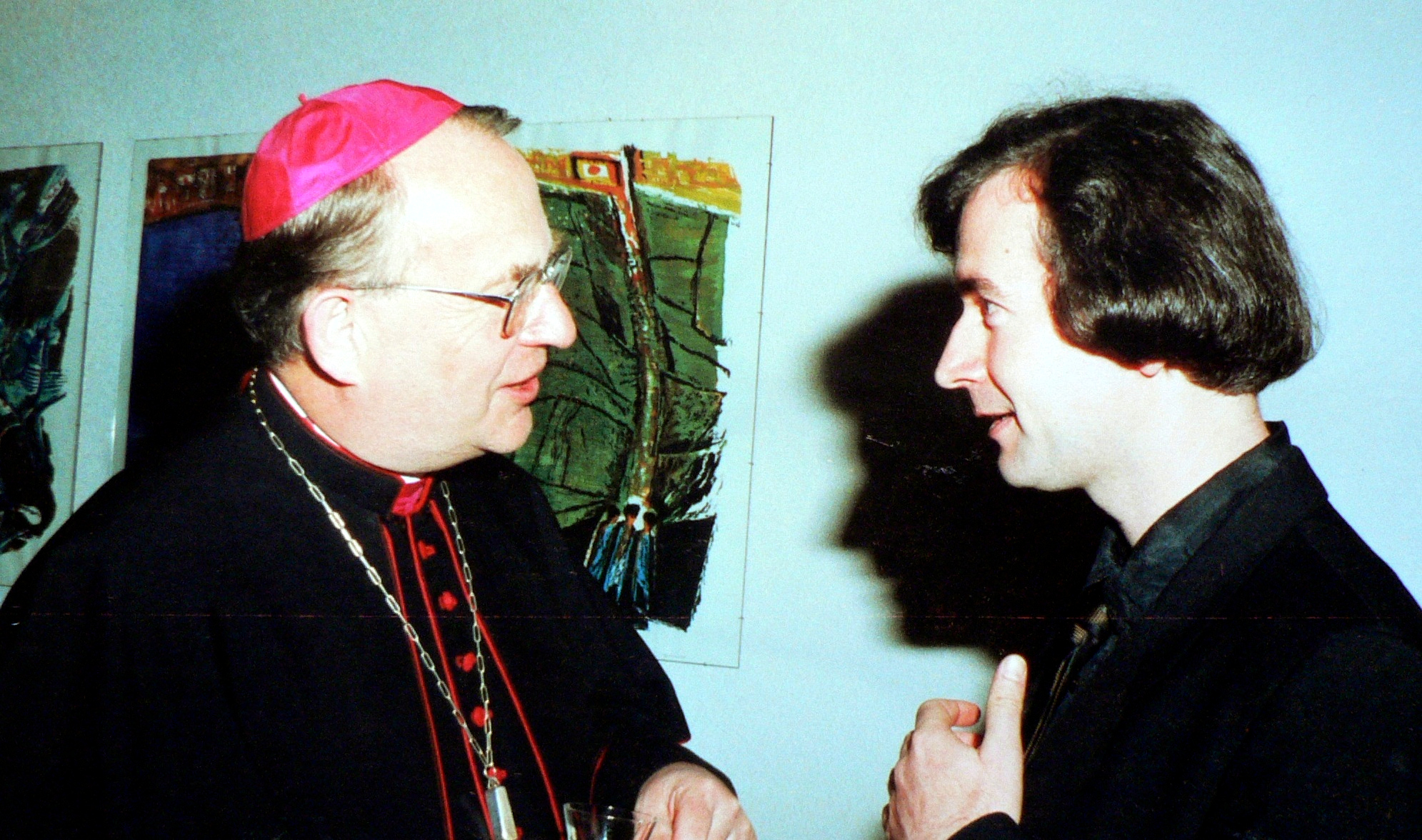
Friedrich Ostermann et Ludger Stühlmeyer en 1991.

Le pape Jean-Paul II le nomme évêque titulaire de Dolia (de) et évêque auxiliaire de Münster (évêque référent pour le secteur de Warendorf dans le diocèse de Münster). Le 13 septembre 1981, Mgr Ostermann est consacré par Mgr Reinhard Lettmann, assisté de Mgr Hermann Josef Spital (de), évêque de Trèves, et de Mgr Alfons Demming, évêque auxiliaire de Münster. En 1981, Mgr Ostermann est nommé chanoine résident de la cathédrale de Münster et chef de l'Agence des missions, du développement et de la liberté du Vicariat général des évêques à Münster. À partir de 2003, il est doyen de la cathédrale St Paul à Münster.
De 2001 à 2006, Mgr Ostermann est président de la Commission du journalisme de la Conférence épiscopale allemande.
Le jour de son 75e anniversaire, il remet sa démission au Pape Benoît XVI le 21 juin 2007 qui est acceptée le 18 juillet de cette même année
Il meurt le 22 octobre 2018 à Münster.

## Publications
- (de) Weg der Hoffnung – Kreuzweg im St.-Paulus-Dom Münster, Dialog Verlag, Münster, 2013,  (ISBN 978-3-941462-85-4)
- (de) Spur zum lebendigen Gott, Aschendorf Verlag, Münster, 2017,  (ISBN 978-3-402-13274-6).